# 33 Жирафа
33 Жирафа (лат. 33 Camelopardalis, HD 39724) — одиночная звезда в созвездии Возничего на расстоянии приблизительно 803 световых лет (около 246 парсеков) от Солнца. Видимая звёздная величина звезды — +7,15m.

## Характеристики
33 Жирафа — белая звезда спектрального класса A0. Радиус — около 3,16 солнечных, светимость — около 58,38 солнечных. Эффективная температура — около 9105 К.